# Nebelhorn
El Nebelhorn és una muntanya de 2.224 metres situada als Alps Allgäu a Alemanya, prop de la ciutat d'Oberstdorf.